# Прва влада Алексе Јовановића
Прва влада Алексе Јовановића је била влада Краљевине Србије од 25. јула 1900. до 18. фебруара 1901.

## Чланови владе
| Функција                                                  | Слика | Име и презиме       | Детаљи |
| --------------------------------------------------------- | ----- | ------------------- | ------ |
| Председник Министарског савета и министар иностраних дела |       | Алекса С. Јовановић |        |
| Министар унутрашњих дела                                  |       | Лазар Поповић       |        |
| Министар правде                                           |       | Настас Антоновић    |        |
| Министар финансија                                        |       | Михаило М. Поповић  |        |
| Министар просвете и црквених дела                         |       | Павле Маринковић    |        |
| Министар војни                                            |       | Милош Васић         |        |
| Министар грађевина                                        |       | Андреја Јовановић   |        |
| Министар народне привреде                                 |       | Душан М. Спасић     |        |